# Betsie ten Boom
Elisabeth ten Boom, conhecida como Betsie ten Boom (Amsterdã, 19 de agosto de 1885 — Ravensbrück, 16 de dezembro de 1944) foi uma cristã reformada neerlandesa, filha do relojoeiro Casper ten Boom e irmã de Corrie ten Boom, juntamente com sua família, perseguida pelo Regime Nazista, por abrigarem judeus e opositores ao partido nazista. Exerceu grande influência na vida de Corrie ten Boom e acabou tornando-se uma das personagens principais do livro “O Refúgio Secreto”, de coautoria de Corrie. Morreu no campo de concentração em Ravensbrück aos 59 anos. Não casou nem teve filhos. É Justa entre as Nações.

## Juventude
Elisabeth “Betsie” ten Boom, filha de Casper ten Boom e Cornelia Johanna Arnolda Luitingh, nasceu em Amsterdã aos 19 de agosto de 1885. Em 1892 seu pai passa a trabalhar na “Ten Boom Horlogerie” (relojoaria da família, fundada por seu avô, Willem ten Boom, em 1837, sediada na Barteljorisstraat 19, Haarlem) e a família retorna para Haarlem. Betsie, filha mais velha de Casper ten Boom, sofria de anemia perniciosa desde a mais tenra infância, fato este que foi crucial para sua decisão de jamais se casar, uma vez que não poderia ter filhos. Foi educada nas escolas primária e secundária até os 15 anos. Posteriormente passou a auxiliar seu pai na relojoaria com a contabilidade do estabelecimento. Até que, em virtude de uma forte gripe, cedeu seu posto à irmã Corrie, tornando-se, dali em diante, dona de casa.

## Ocupação nazista e últimos dias
A família ten Boom sempre teve o hábito de exercer de forma prática sua cristandade. O reflexo de sua fé era externado por meio da intensa dedicação de todos os membros da família com trabalhos voluntários e caridosos. Por muitos anos os ten Boom cuidaram de órfãos dando-lhes vestimentas, moradia, alimentação e acesso a bons estudos.
Durante a ocupação nazista dos Países Baixos, a família ten Boom empenhou-se em abrigar e alimentar opositores ao regime nazista e, principalmente, judeus. No entanto, no fim de fevereiro de 1844 agentes da Gestapo invadem a residência da família na qual capturam os ten Boom e outros apoiadores da resistência. Os judeus que esconderam foram todos salvos, com exceção de uma judia que entregou-se voluntariamente. Trinta pessoas foram levadas para a prisão de Scheveningen, incluindo seu idoso pai.
Em junho de 1944, Betsie e sua irmã Corrie foram enviadas para o campo de concentração de Ravensbrück. Sua forte fé em Deus a mantinham sempre otimista mesmo em meio às crueldades por que sofreu e presenciou na prisão e nos campos de concentração em que esteve. Corrie contou como Betsie estendeu a mão para ajudar os outros, inclusive ao compartilhar o pequeno frasco de vitamina de que necessitava com os demais necessitados, e ajudou Corrie a ver o melhor em tudo, não importando as circunstâncias.
Antes de sua morte, Betsie afirmou que teve três visões de Deus sobre o que ela e Corrie deveriam fazer após a libertação. Sua primeira visão foi de uma casa para ex-presidiários. A segunda era possuir um campo de concentração onde poderiam ensinar os alemães a aprender a amar novamente. A terceira era que elas seriam libertadas antes do Ano Novo (Betsie, segundo Corrie, foi libertada ao deixar este mundo para encontrar-se com Deus, enquanto Corrie foi libertada por meio de um equívoco na administração do campo de Ravensbrück, uma semana antes do decreto que assassinou todas as mulheres da faixa etária de Corrie). Todas as três visões se tornaram realidade. Betsie ten Boom morreu em Ravensbruck em 16 de dezembro de 1944, aos 59 anos. Sua irmã Corrie foi libertada devido a um erro burocrático e passou a montar os projetos que tinha visto em suas visões, incluindo viajar pelo mundo para falar sobre sua fé...
Betsie disse a Corrie, já no fim de seus dias: “... é preciso contar às pessoas o que aprendemos aqui [no campo de concentração]. Temos que dizer que não há poço tão fundo que o amor Dele [Deus], ainda mais profundo, não consiga alcançar. Elas vão nos ouvir, Corrie, porque estivemos aqui.” Essas palavras fundamentam a origem do livro “O Refúgio Secreto” e de todo trabalho missionário de sua irmã Corrie.

## Honrarias
Em 2008 foi considerada Justa entre as Nações pelo Yad Vashem, maior honraria israelita concedida àqueles que contribuíram com o povo judeu durante o Holocausto.